# Južnokineski krš
Južnokineski krš (kineski: 中国南方喀斯特, pinyin: Zhōngguó Nánfāng Kāsītè) je područje krša koje se proteže na više od skoro pola milijuna km² u kineskim južnim pokrajinama Yunnan, Guizhou, Guangxi i Chongqing. Ono predstavlja veličanstven i jedan od najboljih primjera krajolika suptropske i tropske kišne šume koji su neusporedivi s drugim krševima na svijetu. Kamena šuma Shilin se smatra najboljim svjetskim primjerom krškog krajolika s najraznolikijim oblicima i bojama vapnenačkih stijena na svijetu. Krške stijene u obliku stožaca i tornjeva u Libu također tvore jedinstven krajolik u svijetu, dok je krš Wulong jedinstven po svojim divovskim vrtačama, prirodnim mostovima i špiljama. 
Južnokineski krš je zbog toga upisan na UNESCO-ov popis mjesta svjetske baštine u Aziji i Oceaniji 2007. godine, što je prošireno na ukupno 12 lokaliteta 2014. godine.

## Popis lokaliteta
| UNESCO ID | Slika              | Ime                                                 | Veličina          | Lokacija                                                | Koordinate                                      | Odlike |
| --------- | ------------------ | --------------------------------------------------- | ----------------- | ------------------------------------------------------- | ----------------------------------------------- | --- |
| 1248-001  | Ulaz u Park Shilin | Kamena šuma (kineski: 石林; pinyin: Shílín)         | 1,74 ha (350 km²) | Autonomna županija Shilin Yi (Yunnan)                   | 24°49′31″S 103°19′25″E / 24.82528°S 103.32361°E | Kamena šuma se nalazi oko 120 km od glavnog grada pokrajine, Kunminga. Ime je dobio jer njezini vapnenačke stijene, koje su nastale rastapanjem prije oko 270 milijuna godina (perm). |
| 1248-002  | Stijena Ashima     | Selo Suogeyi (所各邑村)                             | 10,32 ha          | Autonomna županija Shilin Yi (Yunnan)                   | 24°49′31″S 103°19′25″E / 24.82528°S 103.32361°E | Selo Suogeyi je mjesto gdje je prema vjerovanju naroda Yi rođena djevojka Ashima (阿诗玛) koja se odbila udati za čovjeka kojeg nije voljela i radije se protvorila u kamen koji još uvijek nosi njezinom ime. Ova predaja se salvi svake godine u "Festivalu baklji" (火把节, Huǒbă Jié) u kojemu se plešu narodni plesovi i održavaju natjecanja u rvanju. |
| 1248-003  | Krš Liboa          | Xiaoqijong (小七孔)                                 | 7,83 ha           | Županija Libo (Guizhou)                                 | 25°25′N 107°53′E / 25.417°N 107.883°E           | Xiaoqijong predstavlja evoluciju krškog slikovitog krajolika od permija do danas. Tu se nalaze prepoznatljivi oblici kao što su Fengcong (stožac) i Fenglin (toranj). Pored njih tu se nalaze i brojni visoka krška brda, duboke udoline, vrtače i duge rječne špilje. |
| 1248-004  | Krš Liboa          | Dongduo (網師園, Wǎngshī Yuán)                      | 21,68 ha          | Županija Libo (Guizhou)                                 | 25°25′N 107°53′E / 25.417°N 107.883°E           | Na ovom području živi manjinski kineski narod Buyi. |
| 1248-005  | Vrtača Xiaozhai    | Velike vrtače Qingkoua (箐口天坑, Qingkou Tiankeng) | 1,24 ha (20 km²)  | Općina i županija Wulong (Guangxi)                      | 29°22′48″N 107°42′00″E / 29.38000°N 107.70000°E | Krš Wulonga (武隆喀斯特) je nastao značajnim uzdizanjem vapnenačkih visoravni čime su nastale divovske vrtače (Tiankeng) nastale propadanjem stropova špilja i prirodni mostovi iznad jako dubokih vrtača i špilja. Npr. vrtača kod sela Xiaozhai je visoka 511 m, s promjerom kod vrha od 600 m, i kod dna 300 m. Ovo područje je važno za povijest jednog od najvećih riječnih sustava na svijetu, sliva rijeke Yangtze. Zbog svoje nedostupnosti, ovo područje je pretrpjelo najmanje štete od ljudskog djelovanja.                                                                          |
| 1248-006  | Tri prirodna mosta | Tri prirodna mosta (天生三橋, Tiānshēng Sān Qiáo)   | 2,20 ha (7 km²=   | Općina i županija Wulong (Guangxi)                      | 29°22′48″N 107°42′00″E / 29.38000°N 107.70000°E | Ova tri prirodna mosta preko velikog klanca rijeke Yangshu su dobili imena prema znajevima: "Nebeski zmaj" (天龙桥, Tianglong) visok 235 m, "Azurni zmaj" (Qinglong) visok 281 m, i "Crni zmaj" (黑龙桥, Heilong) visine 223 m. Kako je udaljenost od gornjeg mosta Tianlonga do donjeg Heilonga tek 1,5 km, oni nisu najveći prirodni mostovi na svijetu. No, vrtače ispod njih, Qinglong i Shenying, promjera od 300-455, te dubine od 276-285 metara, jesu najveće na svijetu. |
| 1248-007  | Špilja Furong      | Špilja Furong (芙蓉洞, Furongdong)                  | 2,55 ha (20 km²)  | Općina i županija Wulong (Guangxi)                      | 29°13′44″N 107°54′12″E / 29.22889°N 107.90333°E | Špilja se proteže od gradića Chongqinga i otkrivena je tek 1993. godine. Duga je 2,846 metara, a široka od 30.50 metara, a nastala je tijekom kambrija, prije oko 500 milijuna godina. Unutra je podijeljena na tri dijela sa šarenim podzemnim špiljskim tvorevinama stalaktita i stalagmita. Njih 30 imaju duljinu od 1,2 do 21,04 metra. Tu se nalazi i 50 vertikalnih jama dubine od 920 (汽坑洞, "Parna jama", najdublja u Aziji) do 100 metara. |
| 1248-008  | Brdo slonove surle | Putao Fenling u Guilinu (桂林市, Guìlín Shì)        | 2,84 ha           | Županija Yangshuo (Guilin, Guangxi)                     | 24°55′24″N 110°21′16″E / 24.92333°N 110.35444°E | Krš koji okružuje Guilin sastavljen je od vapnenca i dolomita iz trijaskog razdoblja, a kroz njega protječu rijeke Li Jiang i Yulong. Značajna brda i planine su: Brdo Diecai (叠彩山), Brdo slonove surle (象鼻山) - na slici, Brdo koje pokorava valove (伏波山), planine Lipu, Mačja planina (猫儿山) najviši vrh Guangxija i brdo Yao (尧山); a poznate špilje su: Špilja trski (芦笛岩), Špilja sedam zvjezdica (七星公园). |
| 1248-009  | Mjesečevo brdo     | Lijiang Fengcong u Guilinu                          | 2,84 ha           | Županija Yangshuo (Guilin, Guangxi)                     | 25°00′N 110°25′E / 25.000°N 110.417°E           | Regija Yangshuo ima brojne lokacije za penjanje, a do njih se može doći biciklom, javnim autobusom ili taksijem. Značajne krške formacije su: Srebrna špilja (银子岩) i Mjesečevo brdo (月亮山), te „Niska planina”, „Dupla vrata”, „Žabica”, „Bambusov gaj” i litica „Vinska boca”. |
| 1248-010  | Planina Fanjing    | Shibing (施秉县, Shībǐng Xiàn)                      | 10,28 ha          | Županija Shibing (Qiandongnan, Guizhou)                 | 27°10′N 108°05′E / 27.167°N 108.083°E           | |
| 1248-011  | Planina Fanjing    | Jinfoshan (金佛山, Jinfo Shan)                      | 6,74 ha           | Županija Shibing (Qiandongnan, Guizhou)                 | 27°10′N 108°05′E / 27.167°N 108.083°E           | Izolirana planina s liticama visokim do 300 m koje okružuju njezin relativno ravan vrh koji je najviši vrh gorja Dalou (2.238 m). Poznat po tipičnoj krškoj topografiji klisura, kamenih šuma i špiljskih sustava. Sinklinalna planina se sastoji od permskog vapnenca u gornjem dijelu (na oko 2000 m visine), škriljevca i pješčenjaka silura (1000-1500 m), vapnenca i dolomita kambrija i ordovicija u donjim dijelovima. Od formacija najznačajnija su platforma i terasa srednje planine iznad 1200 m, te krški klanac u niskom dijelu planine Jinfo, čija je relativna visina oko 500 m. |
| 1248-012  |                    | Huanjiang (环江)                                    | 7,129 ha          | Maonanska autonomna županija Huanjiang (Hechi, Guangxi) | 25°10′N 107°59′E / 25.167°N 107.983°E           | Jedan od gospodarskih temelja županije su brojna slikovita mjesta poput slapova, špilja i planinarenja kroz njezin široki raspon krških planina. |

## Poveznice
Najslavniji krš na svijetu:
- Nacionalni park Phong Nha Ke Bang i zaljev Hạ Long, Vijetnam
- Gunung Mulu, Malezija
- Krške špilje Aggteleka i Slovačkog krša (Mađarska i Slovačka)
- Krške i evaporitne špilje Sjevernih Apenina (Italija)
- Škocjanske jame, Slovenija
- Tsingy de Bemaraha, Madagaskar

## Vanjske poveznice
|  | Zajednički poslužitelj ima još gradiva o temi Južnokineski krš |

- Panografije Južnokineskog krša na patrimonuium-mundi.org
- Službena stranica kamene šume  Arhivirana inačica izvorne stranice od 9. veljače 2012. (Wayback Machine) (engl.)
- Špilja Furong, Chongqing - galerija fotografija